# Phyciodes mata
Phyciodes mata är en fjärilsart som beskrevs av Tryon Reakirt 1866. Phyciodes mata ingår i släktet Phyciodes och familjen praktfjärilar. Inga underarter finns listade i Catalogue of Life.